# Elisabeth Schwarze-Neuß

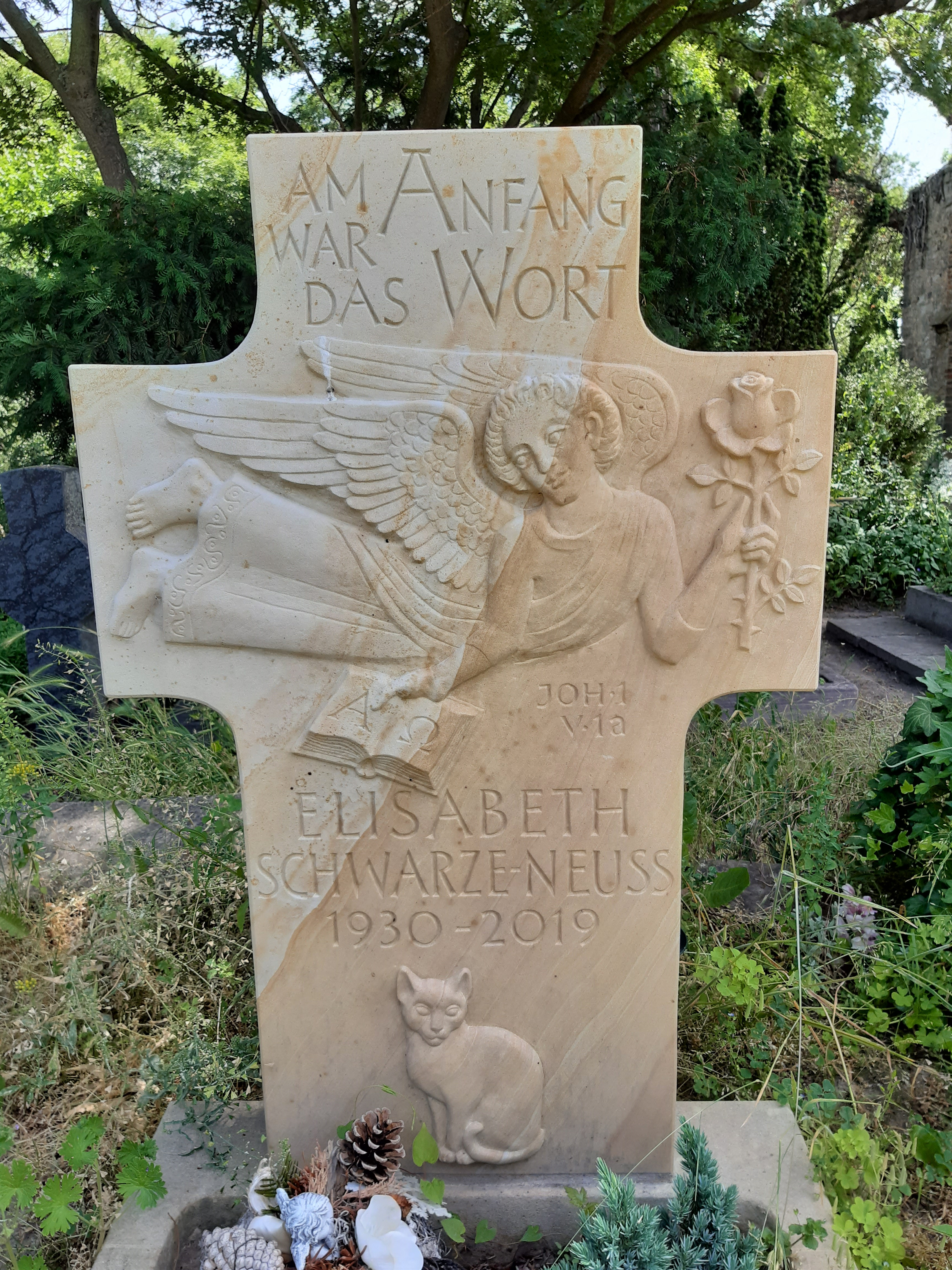
Grab von Elisabeth Schwarze-Neuß auf dem Granauer Friedhof in Halle-Nietleben

Elisabeth Schwarze-Neuß, geb. Neuß, zwischenzeitlich Schwarze (* 18. November 1930 in Halle (Saale); † 21. März 2019 ebenda), war eine deutsche Archivarin und Historikerin.

## Leben
Elisabeth war die Tochter von Erich Neuß und schon in früher Jugend mit der Archivwissenschaft und Geschichte eng vertraut gemacht worden, sodass sie in die Fußstapfen ihres Vaters als Archivar und Historiker trat. Sie studierte Geschichte an der Martin-Luther-Universität Halle-Wittenberg und an der Humboldt-Universität zu Berlin. Im Anschluss daran nahm sie ein Studium der Archivwissenschaft am Institut für Archivwissenschaft in Potsdam auf, das sie als Diplom-Archivarin abschloss. Ihre erste Stelle erhielt sie am Staatsarchiv Weimar und später in der Abteilung Merseburg des Zentralen Staatsarchivs der DDR.
Im Jahr 1970 promovierte sie mit ihrer Dissertationsschrift „Soziale Struktur und Besitzverhältnisse der ländlichen Bevölkerung Ostthüringens im 16. Jahrhundert“ an der Karl-Marx-Universität Leipzig zum Dr. phil. Ende der 1980er Jahre trat sie verstärkt mit Publikationen an die Öffentlichkeit: So schrieb sie Artikel für die Mansfelder Heimatblätter (1988, 1989) und Anfang der 1990er Jahre Artikelreihen für Regionalausgaben der Mitteldeutschen Zeitung (1992, 1993) sowie für das Hallesche Tageblatt (1993, 1994), etwa zur Dölauer Heide oder zu Klöstern im Mansfelder Land. In ihrer Freizeit widmete sie sich besonders der Burgenforschung in Sachsen-Anhalt und leitete für viele Jahre die Landesgruppe Sachsen-Anhalt der Deutschen Burgenvereinigung e. V., die in Halle (Saale) ihren Sitz hat. In der Publikationsreihe dieser Vereinigung (Burgen und Schlösser in Sachsen-Anhalt) publizierte sie zirka 15 größere Beiträge, darunter den Dreiteiler Schloßbau im Barockzeitalter (2005 bis 2007), der mehr als 160 Seiten umfasst. Auch im Heimat-Jahrbuch Saalekreis (1996, 2008, 2019) und in der Zeitschrift des Landesheimatbundes von Sachsen-Anhalt (1992, 2000, 2006) erschienen mehrfach Artikel von Schwarze-Neuß. Im Jahr 2000 veröffentlichte sie einen 50-seitigen Artikel im renommierten Jahrbuch der Historischen Kommission Sachsen und Anhalt. In ihren letzten Jahren widmete sie sich verstärkt der Stadtwerdung Halles und publizierte zu diesem Thema Artikel im Jahrbuch für hallische Stadtgeschichte.
Schwarze-Neuß hatte einen Sohn und zwei Töchter. Sie verstarb 2019 in ihrem Heimatort Halle und wurde auf dem Friedhof Granau bestattet.

## Werke (Auswahl)
- Soziale Struktur und Besitzverhältnisse der ländlichen Bevölkerung Ostthüringens im 16. Jahrhundert. Weimar, Böhlau, 1975.
- mit Renate Endler: Die Freimaurerbestände im Geheimen Staatsarchiv Preußischer Kulturbesitz. Band 1: Großlogen und Protektor. Band 2: Tochterlogen. (= Schriftenreihe der internationalen Forschungsstelle Demokratische Bewegungen in Mitteleuropa 1770–1850, Bände 13 und 18), Frankfurt am Main u. a. 1994, 1996.
- mit Erich Neuß: Besiedlungsgeschichte des Saalkreises und des Mansfelder Landes. Von der Völkerwanderungszeit bis zum Ende des 18. Jahrhunderts. Weimar, 1995.
- Besitzgeschichte und Territorialpolitik des Magdeburger Moritzklosters und der Erzbischöfe von Magdeburg (937–1024). In: Sachsen und Anhalt. Bd. 22 (1999/2000), S. 81–134.
- Die ältesten bekannten Bewohner von Halle vom Anfang des 12. Jahrhunderts bis zur Ausbildung des Ratskollegiums im Jahre 1258.  In: Werner Freitag, Thomas Müller-Bahlke (Hrsg.): Halle im Mittelalter und im Zeitalter der Reformation. Neue Studien zur Geschichte der Stadt. Halle, 2005, S. 9–49.
- Adelssitze in Sachsen-Anhalt. Gesammelte Beiträge. hrsg. von der Landesgruppe Sachsen-Anhalt der Deutschen Burgenvereinigung e. V., 2010.